# サラ・ファンアーレン
サラ・ファンアーレン（Sarah Van Aalen、2000年1月21日 - ）は、オランダの女子バレーボール選手。ポジションはセッター。オランダ代表。

## 来歴

### クラブチーム
イングランドのストーガンバー出身。2016年、TT Papendal Arnhemへ入団。2018/19シーズンはSliedrecht Sportでプレーし国内リーグで優勝した。2019/20シーズンから2年間はドイツブンデスリーガのUSC Münsterでプレーした。2021/22シーズンはSCポツダムへ移籍し、2年連続でブンデスリーガ準優勝となった。2022/23シーズンのドイツスーパーカップではMVPに選ばれた。2023/24シーズンはトルコリーグの強豪ワクフバンクSKと契約した。

### 代表チーム
アンダーカテゴリーの代表として2017年のU-18欧州選手権に出場した。2018年、シニアのオランダ代表に初選出される。2019年のネーションズリーグでデビューした。2023年のネーションズリーグでは正セッターを務めた。

## 球歴
- ネーションズリーグ - 2019年、2021年、2023年

## 受賞歴
- 2023年 - ドイツスーパーカップ MVP

## 所属クラブ
- TT Papendal Arnhem（2016-2018年）
- Sliedrecht Sport（2018-2019年）
- USC ミュンスター（2019-2021年）
- SCポツダム（2021-2023年）
- ワクフバンクSK（2023-2024年）
- キエーリ'76（2024年-）